# Tettigometra atrata
Tettigometra atrata är en insektsart som beskrevs av Franz Xaver Fieber 1872. Tettigometra atrata ingår i släktet Tettigometra och familjen Tettigometridae.
Artens utbredningsområde är Frankrike. Inga underarter finns listade i Catalogue of Life.